# Мусули
Мусули (пол. Musuły) — село в Польщі, у гміні Жаб'я Воля Ґродзиського повіту Мазовецького воєводства.
Населення — 239 осіб (2011).
У 1975-1998 роках село належало до Скерневицького воєводства.

## Демографія
Демографічна структура станом на 31 березня 2011 року:
|          | Загалом | Допрацездатний вік | Працездатний вік | Постпрацездатний вік |
| -------- | ------- | ------------------ | ---------------- | -------------------- |
| Чоловіки | 113     | 36                 | 69               | 8                    |
| Жінки    | 126     | 36                 | 68               | 22                   |
| Разом    | 239     | 72                 | 137              | 30                   |